# 歡喜佛

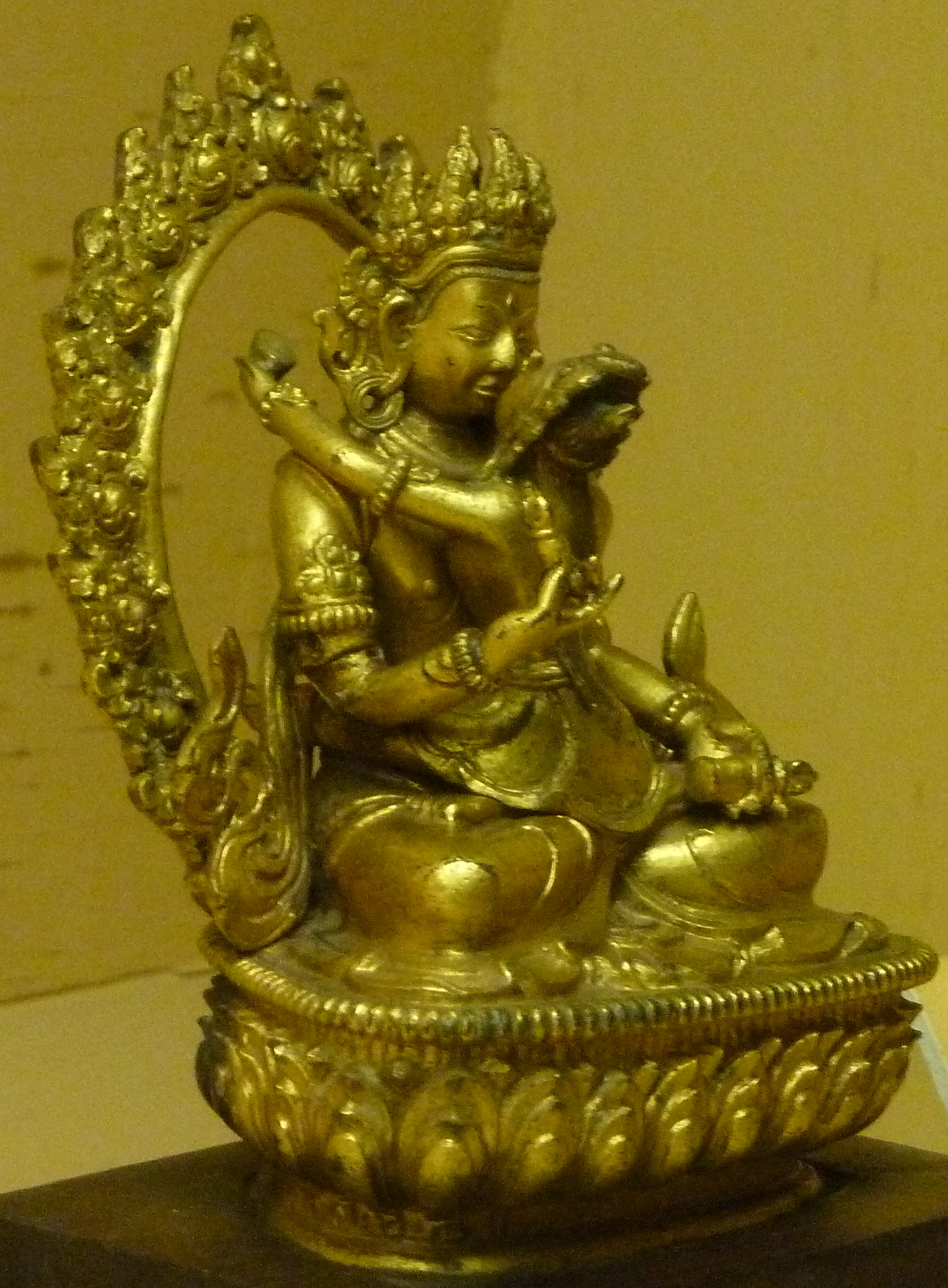
蓮花生的雙身佛像

歡喜佛（直译：歡喜自在（主）），又稱双身佛（藏文：Yab-Yum，父母）、本尊雙運、陰陽和合、男女雙修、父母佛相（父母相），或音譯為“难提计湿婆罗”，是男女面對面交歡的佛像。歡喜佛唯有藏傳佛教寺院中才有供奉，一尊雙體，面對面抱在一起合二為一，即明王和明妃。歡喜佛中的明王站立或结跏趺坐，明妃经常手持法器或环抱男颈，單腿或雙腿環繞到明王的腰之後，呈現面對面的姿態。藏传佛教格鲁派崇奉的密集金刚、胜乐金刚和大威德金剛時常以「雙身佛」的形態出現。
由於佛教戒律中，僧侶是禁止性交的，故以世俗眼光来看歡喜佛（歡喜法）的教義，容易被認為是一種性交的鼓勵。11世紀，印度的阿底峽大師到達西藏之後，便開始反對僧侶與信女性交，認為「出家眾應嚴守梵行，若修歡喜法，將使佛法斷絕，一般行者不應修行歡喜法」。到了14世紀，黃教的宗喀巴祖師（首代的達賴與班禪的老師）開宗立派時，直接嚴禁僧侶修行歡喜佛法，「歡喜佛」僅成為一種供奉的佛像。即使是在家众要修行双身法， 也要有相當的基礎，達賴喇嘛曾如此比喻过：「如果一個人盯着一棵果树看，把上面的果子看到掉下来，还不够，能把地上的果子再给看回树上去，有这种定力，才可以修行双身法。」
時至今日，尚有附佛外道團體，以「歡喜佛」的名義誘姦女性信徒。

## 簡介
藏傳佛教也稱怛特羅教，怛特羅（tantra，意為真言）的詞根tan的原義就是生殖、繁衍。它繼承了印度教中颯刻曇系（或稱性力派、縱樂派）的思想和實踐。
佛典《四部毗那夜迦法》中有一個故事，大自在天之長子象頭神，象頭人身，性情不和順，不遵從佛法。十一面觀音為了降伏其心，變出了一個「毗那夜達女」去找他，他一見此美女，慾心熾盛，欲與其歡愛，該女拒絕說：“你如果真的想要碰我，先跟我信佛，且生生世世跟隨我，能夠這樣擁護佛法麼？”他回答說：“我因為緣分遇到你，待到從今以後，都聽你的話，守護佛法。”於是該女含笑接受他的擁抱，與其性交，得其歡心，從而把他調教到佛法中來，因此“皆大歡喜”。
在藏傳佛教中，彼岸的超驗智慧“般若”代表女性的創造活力，另一種修煉方式“方便”代表男性的創造活力，分別以女陰的變形蓮花和男根的變形金剛杵為象徵，通過想像的交媾和真實的男女交歡的瑜珈方式，親證“般若”與“方便”融為一體的極樂而涅盤的境界。這就是“歡喜佛”的宗教寓意。
歡喜佛供奉在藏密五大教派是一種修行的“調心工具”和培植佛性的“機緣”。宗喀巴大師說：“調心要令信所緣”，對著歡喜佛“觀形鑒視”，漸漸習以為常，多見少怪，欲念之心自然消除。但宗喀巴是反對僧侶從事淫行的，所以嚴禁僧侶從事歡喜法。
明王那兇惡的面目不僅僅是用來嚇退外界妖魔，更主要的是可以用來對付自身內孽障。而與這看似殘暴的明王合為一體的嫵媚多姿的明妃，是明王修行時必不可少的夥伴。她在修行中的作用以《佛經》上的話來說，叫做“先以欲勾之，後令入佛智”，她以愛欲供奉那些殘暴的神魔，使之受到感化，然後再把他們引到佛的境界中來。與顯教多數派別所主張的非存在（“無”）不同，藏密五大派都肯定現實世界是存在的（“有”）。在肯定萬物的基礎上，藏傳佛教認為陰陽兩性的結合是宇宙萬物產生的原因，也是宗教最後的解脫。“歡喜佛”正是這種理論觀念的圖解。

## 密集金刚
密集金刚，是藏传佛教裏格鲁派崇奉的五大本尊之一，又称密聚金刚，梵文Guhyasamāja，音译「古和雅萨玛札」，藏語稱「桑克」。按照無上瑜伽續密教理論，此生證得密集五次第中的幻身，可保證即身成佛。
密集金刚的形象为双身。主尊身為藍色，象徵佛法最高諦理。有三個頭，颜色各異，蓝色居中，左邊红色，右邊白色，代表两種功德：慈悲和息災降魔。每面有三眼，頭頂有雙金剛，與勝樂金剛相同。頭冠由五片花瓣组成，象徵五佛或五菩薩。有六隻手臂，各持法器，上方右手持法輪，象征佛法不衰，法輪常轉，上方左手拿寶珠，象徵成就；中間右手持金剛杵，中間左手持金剛鈴，象徵方法與智慧雙成；下方右手拿匕首，象征割斷一切無明，下方右手執莲花，象徵智慧（本性）清淨。两腿结跏趺坐於蓮花座。他擁抱的是明妃，又稱「金剛母」，也是三頭六臂，冠戴、配饰、持物、乃至一切细微处与主尊一样。

## 勝樂金剛

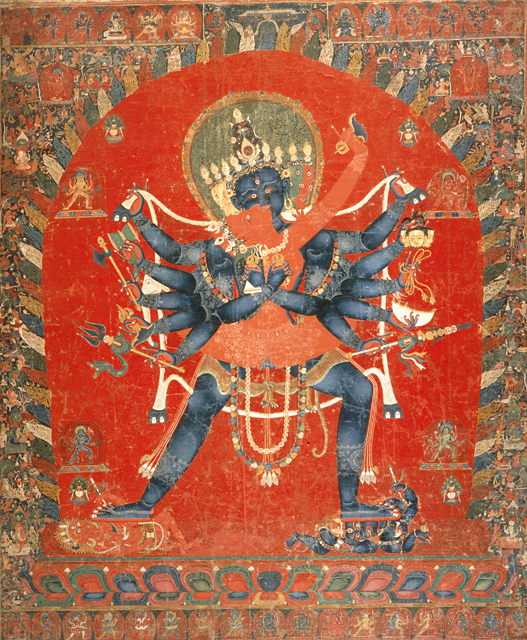
勝樂金剛與金剛亥母。

勝樂金剛，也是藏密無上瑜伽修法中尊奉的五大本尊之一。又稱上樂金剛，梵文名 Cakravamsara，藏文名为「登巧」，蒙古文稱「德穆欽格」。
勝樂屬於母續法，據藏傳佛教的講法，最初釋迦佛將此法系所有灌頂、密續以及修持引導、口訣傳授給了金剛手菩薩。
此尊呈站立姿勢，身下有蓮花座，象徵出離塵世。蓮花上為太陽，象徵佛光普照，遍知一切。有四個頭，前方中間者為藍色，左面白色，右面红色，後面黄色，相應代表增益、息災、敬愛、降伏四種功德。每塊面上有三隻眼，代表觀照過去、現在和未來三世。戴五人頭骨冠，表示無常和勇武。頭上有半月，代表人的幸福。頭頂有雙金剛，代表方法與智慧雙成。腰圍虎皮，象徵勇猛和無畏。頸上掛五十塊人骨串成的念珠，代表佛教全部經典。有十二隻手，象徵克服十二缘起的方法。主臂左手持金剛鈴，右手持金剛杵，兩手同時抱明妃。其餘各手伸向兩側，手中持斧、月形刀、三股戟、骷髏杖(天杖)、金剛索、金剛鈎、人頭等物。有兩條腿：左腿曲，足下踏著時間女神迦梨，此女仰面躺著，有四手臂，手中皆持法器。右腿伸，足下踏著大自在天 (Mahadeva) 神。該神匍匐在地，也是四手，各持法器。
他的明妃叫「金剛亥母」，梵文 Vajravarahi，一面二臂，面呈红色，表現出熱烈愛慕之情。有三只眼，戴骷髏冠。兩手皆持法器，右手執月形刀，左手執骷髏杯，爵内盛血，獻與本尊。她的左腿伸與主尊右腿並齊，右腿則盤在主尊腰間。

## 大威德金剛
清朝北京雍和宫密宗殿裏供奉的欢喜佛，有九头、十八双手、十八双脚，生殖器長達一尺多，汉名叫“大威德明王”或“大威德金刚”，藏名叫“吉杰多吉”。大威德金刚在佛教中代表的含义原为光明。此佛像現藏於大英博物館。大威德金剛為憤怒尊法的一種。

## 宗教含义
藏传佛教認為雙身佛是同一佛身两个方面的体现：智慧與方便為成就佛法身和色身不共的因，在顯教中以修持慈悲、菩提、布施等五度方便法門去成辦佛色身之因，以觀修四聖諦、諸法無我等智慧法門去圓滿佛法身之因。在密法中則依自心最細微的心風去成辦佛的法色二身，通過觀修令最細微之風自生成佛父，從佛父心間生出最細微之心所成之佛母，由佛父、佛母行雙運，引生相續內的空樂無二慧，依此去證得佛的法色二身，為令表徵以修持智慧方便雙運，空樂無二法證得佛的法色無二身，故顯雙身佛相。有人認為雙身佛僅僅是一種象徵，認為雙身佛男女相抱是代表人心靈中兩種性質的統一。

## 其他用途
元世祖忽必烈大力提倡佛教密宗，歡喜佛普遍地供奉於許多喇嘛寺廟。明代大善殿內有一尊歡喜佛像，有的作男女相抱交媾，有的裸女坐男身，千姿百態，到了崇禎皇帝一怒，才把這些佛像掃地出門。清兵入關後，清代君王都喜歡密宗，「雨花閣及慈寧宮花園寶相樓、養心殿、養性殿佛堂中皆曾供有歡喜佛」，皇帝藉此與妃嬪交歡，增加行房樂趣。